# Brachyrhaphis roseni
Brachyrhaphis roseni es un pez de la familia de los pecílidos en el orden de los ciprinodontiformes.

## Morfología
Los machos pueden alcanzar los 6 cm de longitud total y las hembras los 4,2 cm.

## Distribución geográfica
Se encuentran en Centroamérica: desde Costa Rica hasta Panamá.